# 739

## Decese
- George, duce de Neapole din 729 (n. ?)

- Pemmo (Penno), duce longobard de Friuli din 705 (n. ?)